# کریس فن
کریستوفر مایکل فن (به انگلیسی: Christopher Michael Fehn) معروف به "#۳"، "مِستِر دماغ خیارشور"، "مِستِر فن" ،" پینوکیو" متولد ۲۴ فوریه ۱۹۷۲، (۵ اسفند ۱۳۵۰) در دی موین آیووا یک نوازنده آمریکایی پرکاشن در گروه اسلیپنات است.

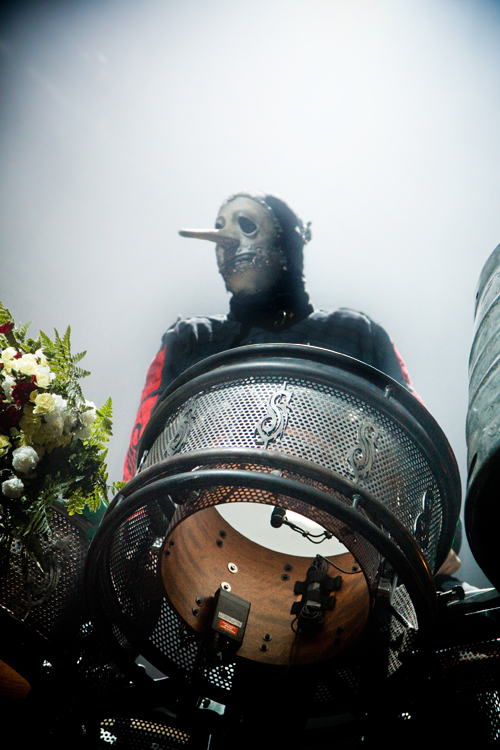
کریس فن در آلِستِیت آرنا در سال۲۰۰۹